# Fox Lake (Illinois)
Fox Lake é uma vila localizada no estado americano de Illinois, no Condado de Lake e Condado de McHenry.

## Demografia
Segundo o censo americano de 2000, a sua população era de 9178 habitantes.
Em 2006, foi estimada uma população de 11.015, um aumento de 1837 (20.0%).

## Geografia
De acordo com o United States Census Bureau tem uma área de
23,2 km², dos quais 19,0 km² cobertos por terra e 4,2 km² cobertos por água. Fox Lake localiza-se a aproximadamente 237 m acima do nível do mar.

## Localidades na vizinhança
O diagrama seguinte representa as localidades num raio de 8 km ao redor de Fox Lake.